# Jimmy Husband
James „Jimmy“ Husband (* 15. Oktober 1947 in Newcastle upon Tyne; † 9. März 2024) war ein englischer Fußballspieler. Der Flügelspieler und Stürmer war in den späten 1960er- und frühen 1970er-Jahren ein fester Bestandteil in der Mannschaft des FC Everton. Dort feierte er 1970 mit dem Gewinn der englischen Meisterschaft den größten Erfolg seiner aktiven Laufbahn. Nach Verletzungsproblemen wechselte Husband 1973 zu Luton Town und zwischen 1978 und 1983 ließ er die Karriere im nordamerikanischen Fußball ausklingen.

## Karriere
Husband war ab Oktober 1964 Mitglied der Profimannschaft des FC Everton und am vorletzten Spieltag der Saison 1964/65 debütierte er gegen den FC Fulham (1:1) in der höchsten englischen Spielklasse als Ersatz für Derek Temple. Zu dieser Zeit gewann er noch mit der Jugendmannschaft den FA Youth Cup und in den folgenden drei Jahren entwickelte er sich sukzessive zum Stammspieler im Profiteam. Hatte der dabei zu Beginn noch die Position des Halbstürmers bekleidet, so fand er immer mehr in die fortan bevorzugte Rolle des rechten Flügelspielers. Erstmals besondere Aufmerksamkeit erlangte Husband, der 1967 in der englischen U-23-Auswahl Länderspiele zu absolvieren begann, im FA Cup und in zwei aufeinander folgenden Viertelfinalpartien schoss er jeweils zwei Tore. Dabei reichten die beiden Treffer bei Nottingham Forest (2:3) am 8. April 1967 zunächst nicht für einen Sieg, aber gut ein Jahr später gegen Leicester City (3:1) sorgten sie für den Halbfinaleinzug. Als Everton im späteren Finale gegen West Bromwich Albion trotz weitgehender Überlegenheit mit 0:1 unterlag, hatte Husband zu den besonders unglücklichen Akteuren gezählt – freistehend vor dem gegnerischen Tor hatte er eine sehr gute Kopfballchance nicht genutzt.
Das Kopfballspiel hatte im Verlauf seiner Karriere nie zu den Stärken gehört. Vielmehr zeichnete sich Husband durch Schnelligkeit, Wendigkeit und allgemein gute technische Fertigkeiten am Fuß aus. Die Spielweise war oft sehr publikumswirksam, wenngleich die Leistungen häufig starken Schwankungen unterworfen waren. Er galt gleichsam als ein Fußballer, der ein Spiel „drehen“ konnte, aber nach weniger glücklichen Aktionen auch schon einmal das Selbstvertrauen verlor. Seine Spezialität waren Diagonalläufe von außen in die Mitte, durch die er die gegnerischen Außenverteidiger zum Verlassen ihrer angestammten Position zu zwingen versuchte. Ebenfalls weite Beachtung fand seine Eigenschaft als „Stehaufmännchen“, da er nach einem Foul oft nach nur kurzer Zeit wieder aufzustehen verstand, um die laufende Aktion fortzusetzen. Den Leistungszenit erreichte er in der Saison 1968/69, als ihm 20 Pflichtspieltore gelangen und er damit hinter Mittelstürmer Joe Royle Evertons treffsicherster Akteur war. Als die „Toffees“ im Jahr darauf die englische Meisterschaft gewannen, steuerte Husband zum Erfolg 30 Einsätze und sechs Tore bei. Nach dem Ligatitel plagten Husband zunehmend Verletzungssorgen und im November 1973 verließ er den Klub in Richtung des Zweitligisten Luton Town.
In Luton führte sich Husband in die neue Mannschaft gut ein und am Ende der Saison 1973/74 stand der Aufstieg als Zweitliga-Vizemeister. Im Jahr darauf ging es jedoch wieder zurück in Second Division. Dabei schoss Husband bei seiner Erstligarückkehr gerade einmal drei Ligatore und am Ende verpasste Luton den Klassenerhalt – punktgleich mit dem FC Chelsea – nur knapp um einen Punkt hinter Tottenham Hotspur. Nach drei weiteren Jahren für Luton in der zweiten Liga beendete Husband die aktive Laufbahn in England, um sie kurz darauf im nordamerikanischen Profifußball fortzusetzen.
Im Verlauf der fünf Jahre bis zu seinem endgültigen Karriereende 1983 spielte er zunächst in der North American Soccer League für die Memphis Rogues, später im professionellen Hallenfußball, der Major Indoor Soccer League, für Cleveland Force sowie zuletzt in der American Soccer League für die Oklahoma City Slickers.

## Erfolge
- Englische Meisterschaft (1): 1970
- Charity Shield (1): 1970
- FA Youth Cup (1): 1965